# Bestrijdingsmiddelenwet
Bestrijdingsmiddelenwet (BMW) is een Nederlandse wet uit 1962 die betrekking heeft op de handel in en het gebruik van bestrijdingsmiddelen . De wet kent een relatief verbod om bestrijdingsmiddelen te gebruiken, te verhandelen of in voorraad te hebben als deze niet volgens de toelatingsprocedure zijn toegelaten. Dit verbod geldt niet voor middelen bestemd voor uit- en doorvoer.
In de loop der jaren is de wet herhaaldelijk aangepast  waardoor de wet weinig overzichtelijk was in haar structuur en uitvoering. Daarom is de wet in 2007 vervangen door de Wet gewasbeschermingsmiddelen en biociden .

## Geschiedenis
Toen na de Tweede Wereldoorlog de productie van kunstmatige, gesynthetiseerde bestrijdingsmiddelen was er in Nederland nog geen enkele vorm van regulering. Vanwege malafide praktijken bij de handel van bestrijdingsmiddelen en meststoffen werd in 1947 de Wet Bestrijdingsmiddelen en Meststoffen geïntroduceerd. De wet had als doel de verkoop van ondeugdelijke bestrijdingsmiddelen te beperken. Hiermee werd de verkoop van middelen met een geheime samenstellingen verboden als zij daarvoor geen speciale ontheffing op het verbod hadden gekregen . Dit was voor het eerst dat bestrijdingsmiddelen onder de aandacht van regeringsbeleid kwam . De schadelijke effecten op het milieu werden in de loop van de jaren vijftig steeds duidelijker . Hierdoor ontstond de behoefte middelen te toetsen op hun gevolgen (voor het milieu).
Initieel had de wet als doel de deugdelijkheid van bestrijdingsmiddelen te reguleren en de veiligheid en gezondheid van mensen en dieren waar te borgen. In 1975 werd de wet uitgebreid zodat de negatieve gevolgen voor het leefmilieu van mens, dier en plant beter bewaakt konden worden. In 1991 kwam ook de Europese Unie met gewasbeschermingsmiddelenrichtlijn, gevolg door de biocidenrichtlijn uit 1998, waarvoor de wet aangepast moest worden.
Met de introductie van toelatingsprocedures voor bestrijdingsmiddelen waren de problemen met bestrijdingsmiddelen niet gelijk verdwenen. Dat blijkt wel uit de vele beleidsnota's die in de daaropvolgende jaren werden gepubliceerd die de bestrijdingsmiddelen problematiek. In de Nota Meerjarenplan Gewasbescherming werd onder meer maatregelen aangekondigd inzake vermindering van de afhankelijkheid, de omvang van het gebruik en de emissie van bestrijdingsmiddelen. Als gevolg daarvan kwam in 1994 Besluit vakkennis- en vakbekwaamheidseisen bestrijdingsmiddelen tot stand die hier aan bij moest dragen .

## Toelating bestrijdingsmiddelen
Met de werkingtreding van de wet moesten bestrijdingsmiddelen getoetst worden voordat het gebruikt en verkocht mocht worden. Er moest vanaf nu met wetenschappelijk onderzoek aangetoond worden dat de middelen
- Voldoende werkzaam zijn
- Geen schadelijke uitwerkingen heeft op de gezondheid van mens (zowel consument als werknemers) of dier
- Het welzijn van de te bestrijden gewervelde dieren niet onnodig schaadt
- Geen onaanvaardbare effecten heeft op het milieu

Bij de onaanvaardbare effecten op het milieu had men zowel oog voor de effecten op niet-doelsoorten als voor de mate waarin het middel in het milieu terecht komt en verspreid. Met name besmetting van water en belasting van de bodem was een punt van zorg. Het is dan ook niet verwonderlijk bij de toetsing nadruk werd gelegd een duidelijke beschrijving van de doeleinden waarvoor het middel wel en niet gebruikt mocht worden, de tijd en plaatsen van gebruik, de dosering van gebruik en de wijze van gebruik. Als een middel zowel werkzaam blijkt te zijn als geen schadelijke effecten heeft voorziet de wet erin dat het middel voor een periode van tien jaar werd toegelaten. Daarna kon de toelating steeds met tien jaar verlengd worden.
Het college voor de toelating van bestrijdingsmiddelen (CTB) werd verantwoordelijk voor het beoordelen van de bestrijdingsmiddelen. Het college was een commissie van vijf wetenschappers die voor een duur van vier jaar werden benoemd. In de originele wet van 1962 was het college niet noodzakelijk een onafhankelijk orgaan, zo werden leden op voordracht van de minister benoemd en ontslagen . Latere wijzigingen in de wet moesten er voor zorgen dat het college een zelfstandig bestuursorgaan werd , echter maakte dit de wet alleen maar onoverzichtelijker. Daarnaast hadden middelen die het Ctgb hanteerde geen duidelijk juridische status .

## Veiligheidseisen
De wet was niet alleen gericht op de toelating van bestrijdingsmiddelen. Ook was er aandacht voor veiligheidseisen. Bijvoorbeeld door het instellen van een veiligheidstermijn met betrekking tot oogsten. Ook stelde het eisen aan het vervoer, verwijderen en vernietigen van (resten en lege verpakkingen van) bestrijdingsmiddelen. Deze regels zijn ondergebracht in het Bestrijdingsmiddelenbesluit . De wet stelde ook voorwaarden aan het doen van onderzoek met niet-toegelaten middelen en stelde maximum-aanvaardbare residugehalten.

## Bewijs van vakbekwaamheid
In 1994 kwam men met voorschriften en eisen aan de vakkennis en vakbekwaamheid van de gebruikers van bestrijdingsmiddelen middels het Besluit vakkennis- en vakbekwaamheidseisen bestrijdingsmiddelen. Vanaf 1 juli 1996 mocht men enkel nog gewasbeschermingsmiddelen gebruiken, voorhanden of in voorraad hebben indien men in bezit was van een vergunning, de zogenaamde Bewijs van Vakbekwaamheid (BvV) bestrijdingsmiddelen . De vergunning wordt ook wel spuitlicentie genoemd. Er bestaan vier soorten licenties :
- Spuitlicentie uitvoeren (1): Licentie voor gebruikers van professionele gewasbeschermingsmiddelen die werkzaam zijn onder iemand met de spuitlicentie bedrijfsvoeren (2). De persoon die in bezit is van de licentie bedrijfsvoeren moet aanwezig of beschikbaar zijn. Agrariërs die geboren zijn vóór 1 januari 1996 mogen deze licentie halen, ook als er niemand met spuitlicentie bedrijfsvoeren (2) op het bedrijf aanwezig is.
- Spuitlicentie bedrijfsvoeren (2): voor gebruikers van bestrijdingsmiddelen die niet in opdracht van iemand met een licentie bedrijfsvoeren werken. Kan alleen behaald worden na het behalen van licentie 1.
- Spuitlicentie distribueren (3): Afzonderlijk te behalen licentie dat verplicht is voor iedereen die betrokken is bij transport van gewasbeschermingsmiddelen en/of beheer gewasbeschermingsmiddelen opslagplaats.
- Spuitlicentie adviseren (4): Deze licentie, die enkel te halen is na het behalen van licentie 1 en 2, is verplicht voor professionele adviseurs of teeltbegeleiders

De overheidsinstantie Bureau Erkenningen werd verantwoordelijk voor het faciliteren, organiseren en controleren van de licentie. 